# Andre (film)
Andre is een Amerikaanse familiefilm uit 1994 onder regie van George Miller. Het verhaal is gebaseerd op een waargebeurde geschiedenis uit 1964 die door Harry Goodridge en Lew Dietz beschreven werd in het boek A Seal Called Andre ('Een zeehond genaamd André').

## Verhaal
De negenjarige Toni Whitney (Tina Majorino) woont met haar familie in de staat Maine. Haar vader Harry (Keith Carradine) is havenmeester van beroep en komt thuis met een ziek zeehondje. Toni ontfermt zich over het dier en noemt hem Andre. Ze raakt erg aan hem gehecht en leert hem allerlei kunstjes. Binnen korte tijd is André een nationale bekendheid, maar niet iedereen heeft het beste voor met hem. Wanneer Toni op zoek gaat naar de gevangengenomen Andre, komt ze in een storm terecht. Andre redt haar en krijgt zijn vrijheid terug.

## Cast
| Acteur                  | Personage       |
| ----------------------- | --------------- |
| Tina Majorino           | Toni Whitney    |
| Keith Carradine         | Harry Whitney   |
| Chelsea Field           | Thalice Whitney |
| Joshua Jackson          | Mark Baker      |
| Keith Szarabajka        | Billy Baker     |
| Shirley Broderick       | Mrs. McCann     |
| Andrea Libman -Mary May |                 |
| Joy Coghill             | Betsy           |

## Trivia
- De 'zeehond' in de film is in feite een zeeleeuw. De makers kozen daarvoor omdat zeehonden moeilijker te trainen zijn dan zeeleeuwen.